# Passeport danois

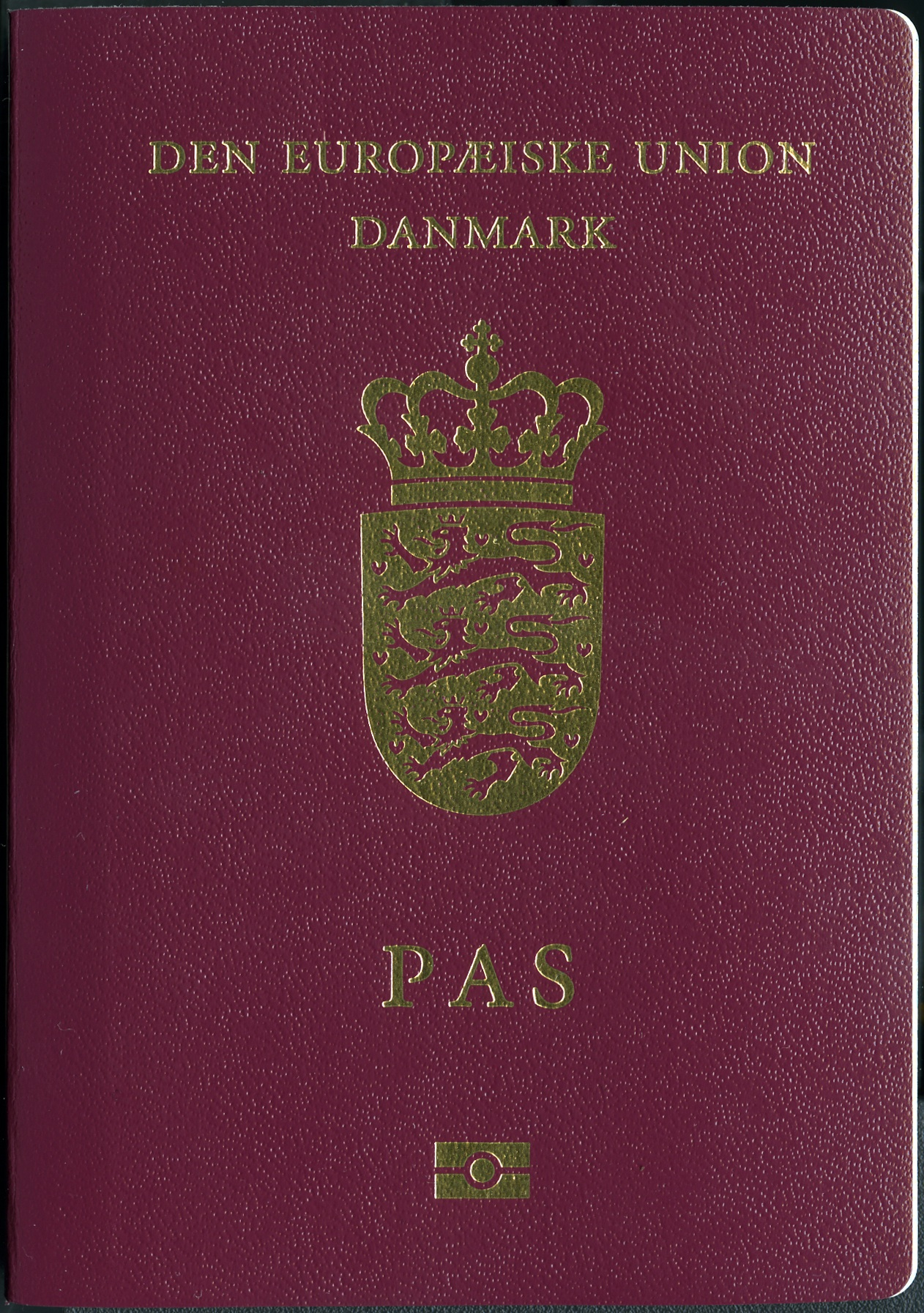
La couverture d'un passeport danois actuel.
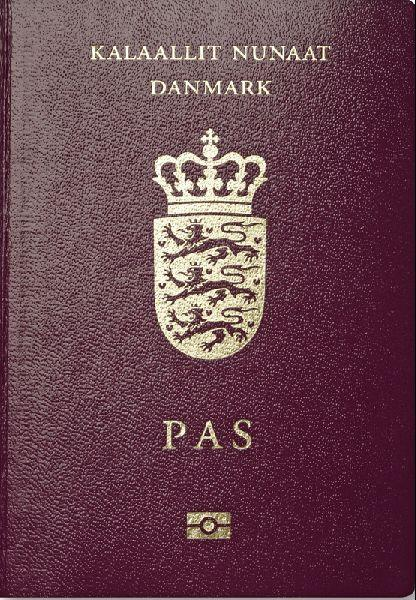
Page de couverture d'un passeport ordinaire du Groenland sans mention de l'UE.
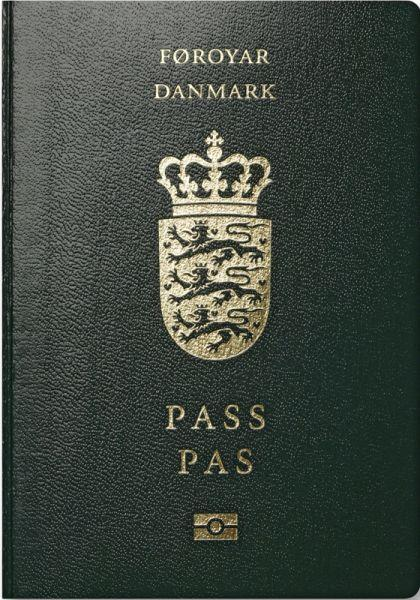
Page de couverture d'un passeport ordinaire des Féroé sans mention de l'UE.

Le passeport danois est un document de voyage international délivré aux ressortissants danois, et qui peut aussi servir de preuve de la citoyenneté danoise.